# Vzvod
Vzvòd je orodje, oziroma preprosti stroj, s katerim lahko povečamo silo, s katero delujemo na neko telo. Sestavljen je iz togega droga, v osišču vrtljivega okoli nepremične osi, pravokotne na drog. Na vzvod delujeta vsaj dve sili: sila bremena ter sila, ki z nasprotnim navorom uravnoveša silo bremena. Vzvod je v statičnem ravnovesju, če je skupni navor vseh sil, ki delujejo nanj, enak nič.
Glede na to, kje prijemljejo sile, ločimo:
Vzvod je podobno kot prevesna gugalnica. Če si na koncu gugalnice prijatelj pa na sredini gugalnice bo se gugalnica tudi, če je on težji prevesila na tvojo stran in isto je pri vzvodu. 
- dvokraki vzvod ali vzvod prvega tipa – sili prijemljeta na nasprotnih straneh osišča. Zgledi so gugalnica, klešče in škarje.
- enokraki vzvod – sili prijemljeta na isti strani osišča. Glede na to, ali je ročica sile bremena daljša ali krajša od ročice sile, ki uravnoveša breme, razlikujemo
- vzvod drugega tipa – ročica bremena je krajša od ročice sile, ki uravnoveša breme (to je enokraki vzvod). Zgled: tarilec orehov.
- vzvod tretjega tipa – ročica bremena je daljša od ročice sile, ki uravnoveša breme (to je enokraki vzvod). Zgled: komolčni sklep.